# Národní parky ve Finsku

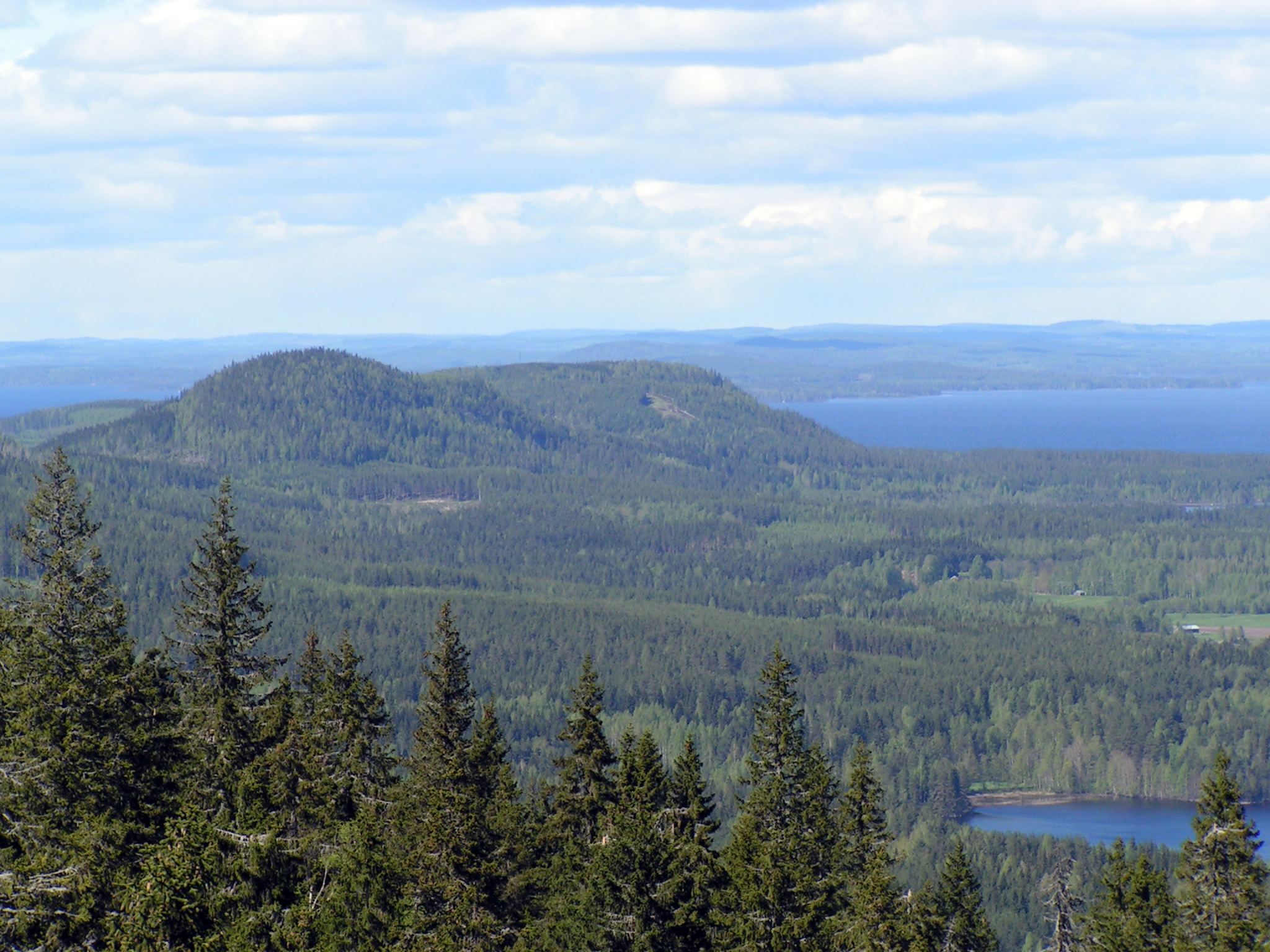
Koli

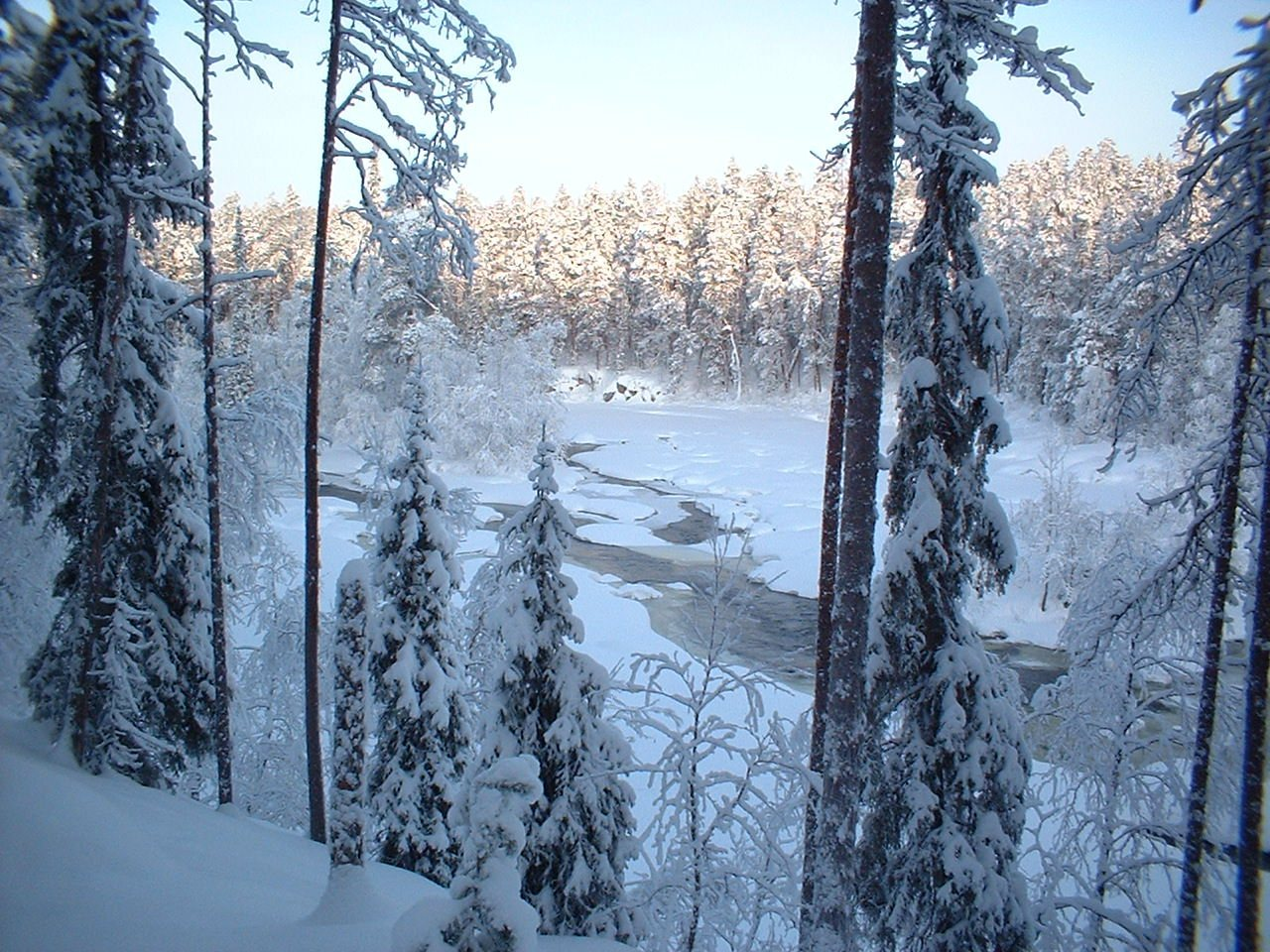
Oulanka

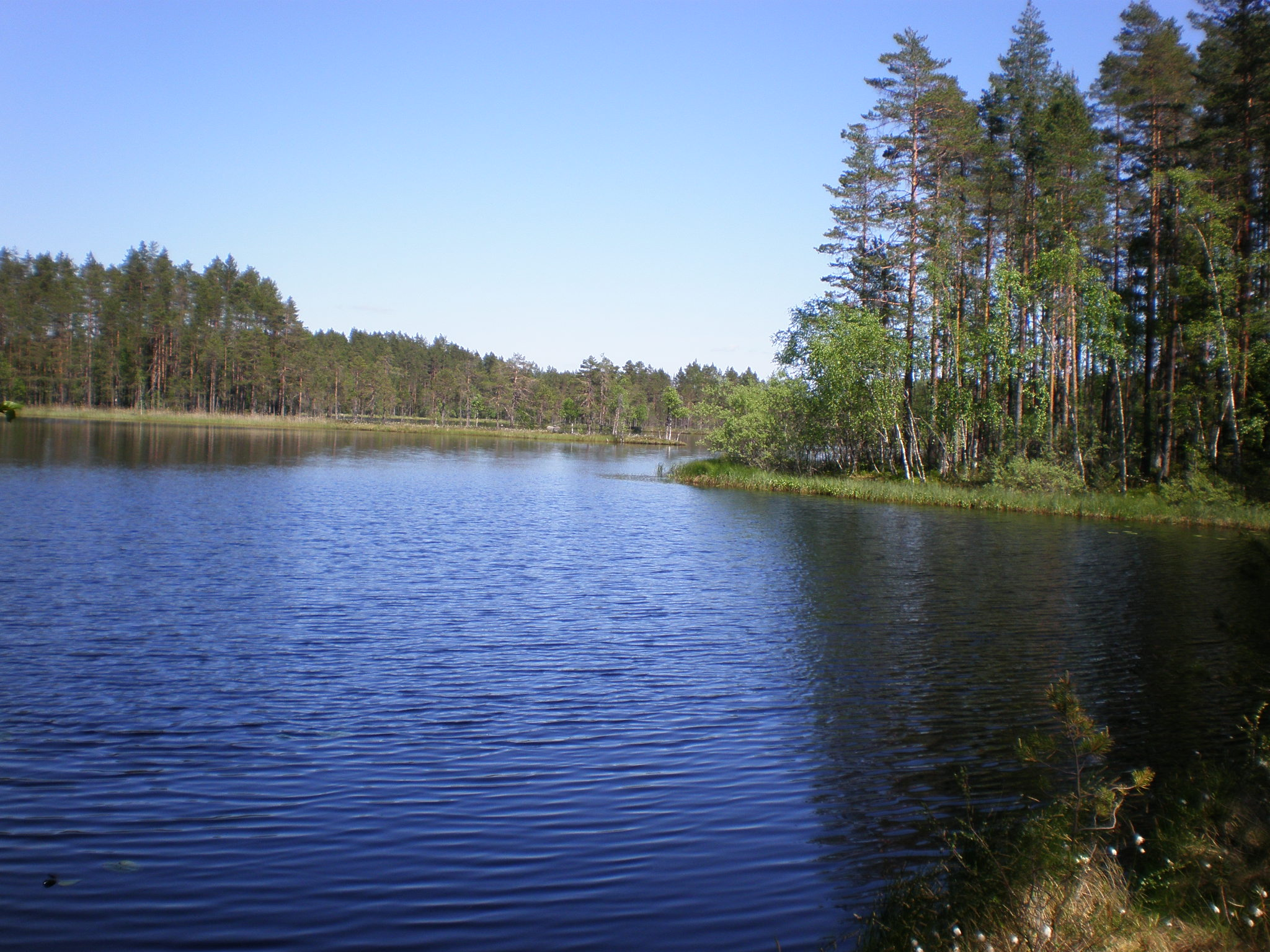
Seitseminen

Ve Finsku se nachází 37 národních parků (stav v roce 2013). Mají celkovou rozlohu 9789 km², což představuje cca 2,7% rozlohy Finska. Největší z nich je Lemmenjoki (2850 km²). Nejstaršími jsou národní parky Lemmenjoki, Liesjärvi, Linnansaari, Oulanka, Petkeljärvi, Pyhä-Häkki a Rokua, které byly vyhlášeny v roce 1956. Naopak nejmladší jsou Sipoonkorpi a Selkämeren, které vznikly v roce 2011. 

## Přehled území
1. Ekenäs
2. Helvetinjärvi
3. Hiidenportti
4. Isojärvi
5. Itäisen Suomenlahden
6. Kauhaneva-Pohjankangas
7. Koli
8. Kolovesi
9. Kurjenrahka
10. Lauhanvuori
11. Leivonmäki
12. Lemmenjoki
13. Liesjärvi
14. Linnansaari
15. Nuuksio
16. Oulanka
17. Pallas-Yllästunturi
18. Patvinsuo
19. Perämeren
20. Petkeljärvi
21. Puurijärvi-Isosuo
22. Pyhä-Häkki
23. Pyhä-Luosto
24. Päijänne
25. Repovesi
26. Riisiunturi
27. Rokua
28. Saaristomeren
29. Salamajärvi
30. Seitseminen
31. Selkämeren
32. Sipoonkorpi
33. Syöte
34. Tiilikkajärvi
35. Torronsuo
36. Urho Kaleva Kekkonen
37. Valkmusa